# Tigrane Seydoux
Tigrane Seydoux, né en 1984 à Monaco, est un entrepreneur et homme d'affaires monégasque . Il est le cofondateur de l'entreprise Big Mamma.

## Biographie
Tigrane Seydoux est le fils de Jacques Seydoux, administrateur délégué de la Société des bains de mer de Monaco.
Après des études secondaires au Lycée Henri-IV et une classe préparatoire au Lycée privé Sainte-Geneviève, il intègre HEC Paris dont il sort diplômé en 2008. 
Il commence par travailler dans la startup de jeux en ligne de Stéphane Courbit à Londres. De retour à Paris, Tigrane intègre la direction financière de LOV Group pendant 3 ans. Alors qu’il souhaite créer sa propre entreprise, il rencontre Victor Lugger, directeur de My Major Company, la première plateforme française de financement participatif d’artistes. Ils entreprennent alors de monter une chaîne de crêpes dans un premier temps. Au bout d’un mois, les jeunes hommes se rendent compte qu’ils n’aiment pas la crêpe, mais apprécient la restauration.
Victor Lugger a une affinité avec l'Italie. Le duo se dirige donc vers la restauration italienne.
En 2015, ils créent ainsi Big Mamma qui propose des produits directement venus d’Italie,. Ils implantent leurs premiers restaurants à Paris dans le XIe, puis boulevard des Batignolles, puis dans le Marais.
En 2020, le duo crée une entreprise séparée de restauration à domicile, Napoli Gang.
En avril 2021, il cofonde, avec Victor Lugger et Christine de Wendel, la société Sunday, dont l'objectif est d'accélérer les paiements au restaurant. En 2021, cette société rachète CHL PLZ fondée à Montréal en 2018.
En juillet 2023, le groupe compte 24 restaurants dans cinq pays.

## Distinctions
- Prix entrepreneur de l'année Gault et Millau (2017)[14].